# Michael Hofbauer (Journalist)
Michael Hofbauer (* 26. Juni 1975 als Michael Krische) ist ein deutscher Journalist und Editorial Director mehrerer Special-Interest-Zeitschriften.

## Leben
Hofbauer ist seit 2003 im GeraMond Verlag tätig.
Von Mai 2008 bis Ende 2014 war Hofbauer Chefredakteur von Auto Classic. Danach wurde er Chefredakteur von eisenbahn magazin und N-Bahn Magazin. In gleicher Position leitete er Straßenbahn Magazin, Lok Magazin und Bahn Extra.
Seit 2018 war Hofbauer zumindest zeitweise außerdem Chefredakteur von Selber machen.
Privat ist Hofbauer als Fußballschiedsrichter in der Bayernliga aktiv.

## Veröffentlichungen
- (als Mitwirkender) InterCityExpress: ICE-V, ICE-S, ICE 1, ICE 2, ICE 3, ICE-T, ICE TD, München 2004. ISBN 978-3-7654-7110-0.